# Apamea nictitans
Apamea nictitans är en fjärilsart som beskrevs av Lenz. Apamea nictitans ingår i släktet Apamea och familjen nattflyn. Inga underarter finns listade i Catalogue of Life.